# Grammy Award for Best Pop Duo/Group Performance
Der Grammy Award for Best Pop Duo/Group Performance, auf Deutsch „Grammy-Award für die beste Popdarbietung eines Duos oder einer Gruppe“, ist ein Musikpreis, der seit 2012 bei den jährlich stattfindenden Grammy Awards verliehen wird. Der Preis geht an Künstler für Duo oder Gruppendarbietungen, eingeschlossen Gesangsdarbietungen oder Instrumentaldarbietungen, aus dem Popmusikbereich vergeben. Dabei ist der Preis auf einzelne Tracks oder Singles begrenzt.
Zum Grammy Award for Best Pop Solo Performance wurden die bis 2011 verliehenen Grammies für Best Pop Collaboration with Vocals, Best Pop Performance By A Duo Or Group With Vocals und Best Pop Instrumental Performance zusammengelegt, da die National Academy of Recording Arts and Sciences die Anzahl der Kategorien deutlich reduzieren sowie teilweise die Trennung von Gesangs- und Instrumentaldarbietungen in den Kategorien abschaffen wollte.

## Gewinner und nominierte Künstler
| Jahr                  | Künstler / Band                           | Nationalität                              | Werk                         | Weitere nominierte Künstler | Bilder der Künstler                                           |
| --------------------- | ----------------------------------------- | ----------------------------------------- | ---------------------------- | --- | ------------------------------------------------------------- |
| 2012 12. Februar 2012 | Tony Bennett & Amy Winehouse              | Vereinigte Staaten Vereinigtes Königreich | Body and Soul                | - The Black Keys – Dearest - Coldplay – Paradise - Foster the People – Pumped Up Kicks - Maroon 5 & Christina Aguilera – Moves like Jagger | Amy Winehouse, 2007                                           |
| 2013 10. Februar 2013 | Gotye featuring Kimbra                    | Australien                                | Somebody That I Used to Know | - Florence + the Machine – Shake It Out - Fun featuring Janelle Monae – We Are Young - LMFAO – Sexy and I Know It - Maroon 5 featuring Wiz Khalifa – Payphone | Gotye, 2012                                                   |
| 2014 26. Januar 2014  | Daft Punk featuring Pharrell Williams     | Frankreich Vereinigte Staaten             | Get Lucky                    | - Pink featuring Nate Ruess – Just Give Me a Reason - Rihanna featuring Mikky Ekko – Stay - Robin Thicke featuring T.I. and Pharrell Williams – Blurred Lines - Justin Timberlake featuring Jay-Z – Suit & Tie                                                                                            | Daft Punkt, 2010                                              |
| 2015 8. Februar 2015  | A Great Big World with Christina Aguilera | Vereinigte Staaten                        | Say Something                | - Iggy Azalea feat. Charli XCX – Fancy - Coldplay – A Sky Full of Stars - Jessie J, Ariana Grande & Nicki Minaj – Bang Bang - Katy Perry feat. Juicy J – Dark Horse | A Great Big World, 2013                                       |
| 2016 15. Februar 2016 | Mark Ronson feat. Bruno Mars              | Vereinigtes Königreich Vereinigte Staaten | Uptown Funk                  | - Florence + the Machine – Ship to Wreck - Maroon 5 – Sugar - Taylor Swift feat. Kendrick Lamar – Bad Blood - Wiz Khalifa feat. Charlie Puth – See You Again | Mark Ronson (2008)                                            |
| 2017 12. Februar 2017 | Twenty One Pilots                         | Vereinigte Staaten                        | Stressed Out                 | - The Chainsmokers feat. Halsey – Closer - Lukas Graham – 7 Years - Rihanna feat. Drake – Work - Sia feat. Sean Paul – Cheap Thrills | Twenty One Pilots bei einer Pressekonferenz in Bangkok (2015) |
| 2018 28. Januar 2018  | Portugal. The Man                         | Vereinigte Staaten                        | Feel It Still                | - Chainsmokers & Coldplay – Something Just Like This - Luis Fonsi & Daddy Yankee featuring Justin Bieber – Despacito - Imagine Dragons – Thunder - Zedd & Alessia Cara – Stay | Portugal. The Man (2011)                                      |
| 2019 10. Februar 2019 | Lady Gaga & Bradley Cooper                | Vereinigte Staaten                        | Shallow                      | - Christina Aguilera featuring Demi Lovato – Fall in Line - Backstreet Boys – Don’t Go Breaking My Heart - Tony Bennett & Diana Krall – ’S Wonderful - Maroon 5 featuring Cardi B – Girls Like You - Justin Timberlake featuring Chris Stapleton – Say Something - Zedd, Maren Morris & Grey – The Middle | Bradley Cooper und Lady Gaga mit Sam Elliott (2019)           |
| 2020 26. Januar 2020  | Lil Nas X featuring Billy Ray Cyrus       | Vereinigte Staaten                        | Old Town Road                | - Ariana Grande & Social House – Boyfriend - Jonas Brothers – Sucker - Post Malone & Swae Lee – Sunflower - Shawn Mendes & Camila Cabello – Señorita | Lil Nas X (2019)                                              |
| 2021 14. März 2021    | Lady Gaga & Ariana Grande                 | Vereinigte Staaten                        | Rain on Me                   | - J Balvin, Dua Lipa, Bad Bunny & Tainy – Un día - Justin Bieber featuring Quavo – Intentions - BTS – Dynamite - Taylor Swift featuring Bon Iver – Exile |                                                               |
| 2022 3. April 2022    | Doja Cat featuring SZA                    | Vereinigte Staaten                        | Kiss Me More                 | - Tony Bennett & Lady Gaga – I Get a Kick Out of You - Justin Bieber & Benny Blanco – Lonely - BTS – Butter - Coldplay – Higher Power | Doja Cat (2019)                                               |
| 2023 5. Februar 2023  | Sam Smith & Kim Petras                    | Vereinigtes Königreich Deutschland        | Unholy                       | - ABBA – Don’t Shut Me Down - Camila Cabello featuring Ed Sheeran – Bam Bam - Coldplay & BTS – My Universe - Post Malone & Doja Cat – I Like You (A Happier Song) |                                                               |
| 2024 4. Februar 2024  | SZA featuring Phoebe Bridgers             | Vereinigte Staaten                        | Ghost in the Machine         | - Miley Cyrus featuring Brandi Carlile – Thousand Miles - Lana Del Rey featuring Jon Batiste – Candy Necklace - Labrinth featuring Billie Eilish – Never Felt So Alone - Taylor Swift featuring Ice Spice – Karma                                                                                         |                                                               |
| 2025 2. Februar 2025  | Lady Gaga & Bruno Mars                    | Vereinigte Staaten                        | Die with a Smile             | - Us. von Gracie Abrams featuring Taylor Swift - Levii’s Jeans von Beyoncé featuring Post Malone - Guess von Charli XCX & Billie Eilish - The Boy Is Mine von Ariana Grande, Brandy & Monica | Lady Gaga 2019 · Bruno Mars 2017                              |

## Belege
1. ↑  Awards Category Comparison Chart. (Portable Document Format, PDF, 80 kB) National Academy of Recording Arts and Sciences, S. 1, archiviert vom Original am 16. Mai 2011; abgerufen am 4. Januar 2014 (englisch).